# Kościół Podwyższenia Krzyża Świętego w Adamowie
Kościół Podwyższenia Krzyża Świętego – rzymskokatolicki kościół parafialny należący do dekanatu Adamów diecezji siedleckiej.
Budowa obecnej, murowanej świątyni parafialnej została rozpoczęta w 1796 roku przez księdza Jana Jezierskiego z fundacji biskupa kamienieckiego Adama Stanisława Krasińskiego. Z powodu działań wojennych budowa została przerwana i została zakończona dopiero w 1858 dzięki środkom finansowym dziedzica dóbr adamowskich - Ludwika Krasińskiego. Budowla została konsekrowana przez biskupa Piotra Pawła Beniamina Szymańskiego w 1860 roku.
Świątynia reprezentuje styl klasycystyczny, z elementami stylu późnobarokowego, jest orientowana, bazylikowa, składająca się z trzech naw, posiadająca wydłużone prezbiterium zamknięte prostokątnie, z lewej i prawej strony znajduje się kaplice (zakrystie). Fasada świątyni jest ujęta dwiema parami pilastrów połączonych u góry archiwoltą, zakończoną na górze tympanonem. Elewacje boczne kościoła są boniowane. Prezbiterium i nawa główna są nakryte sklepieniem kolebkowym z lunetami, na gurtach, nawy boczne są nakryte sklepieniem krzyżowym. Do wyposażenia świątyni należą dwa ołtarze w stylu późnobarokowym, znajdują się w nich obrazy św. Antoniego i św. Mikołaja.

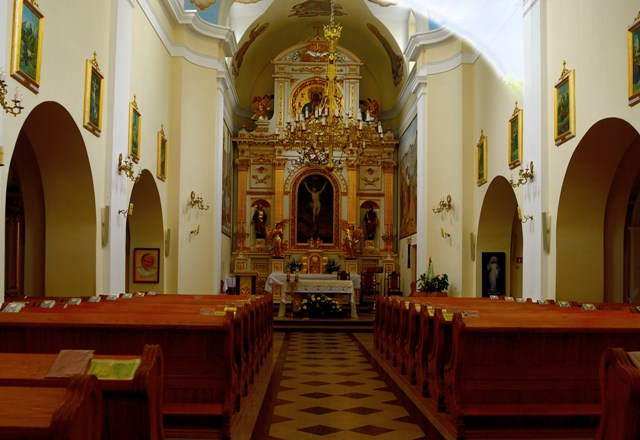
Wnętrze świątyni
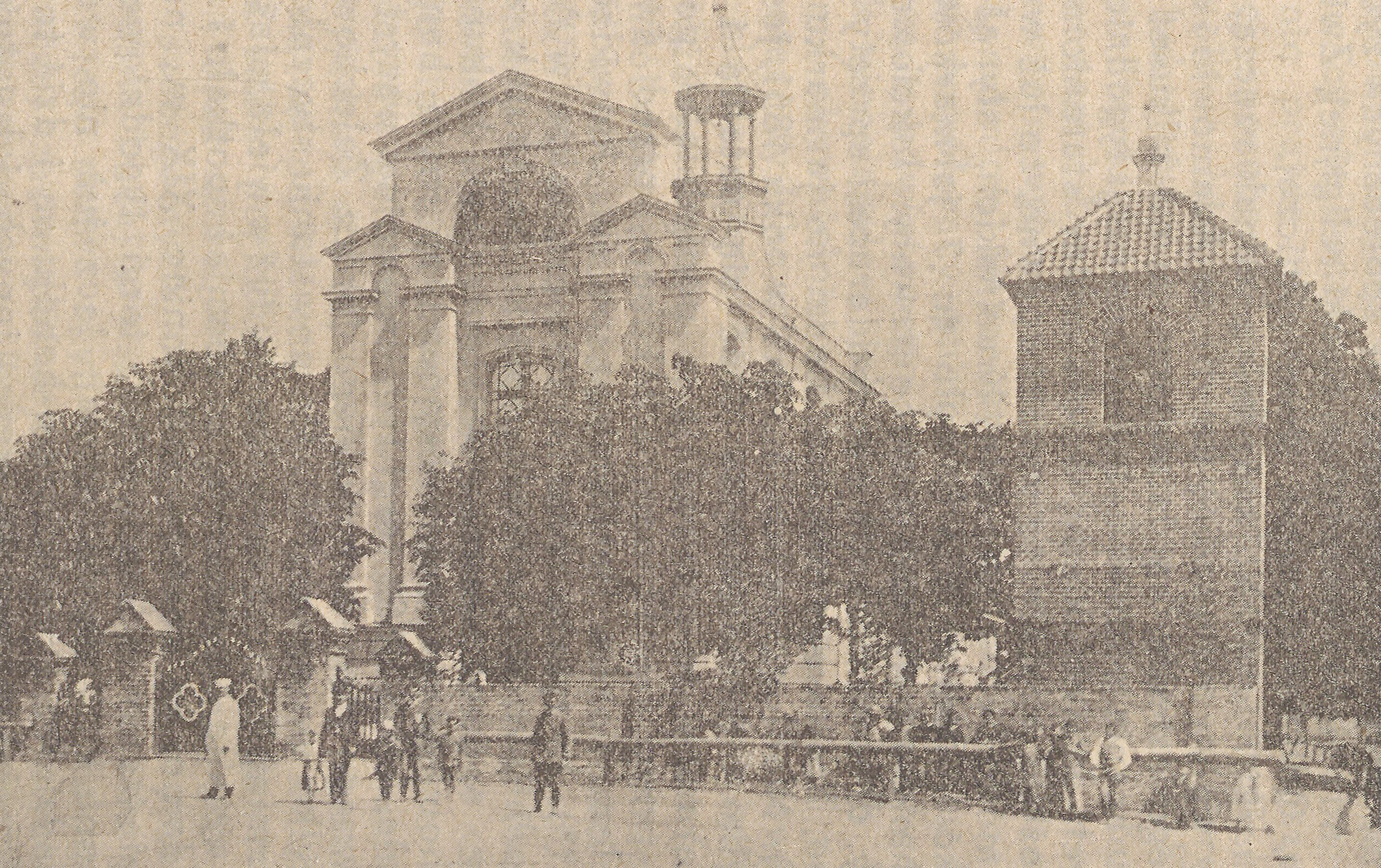
Widok kościoła przed 1929